# Бужумбура
Бужумбу́ра — місто, колишня столиця (до 16 січня 2019 Бурунді, місто з населенням близько 300 000 осіб (1994). Бужумбура також є найбільшим містом в Бурунді. Місто розташоване на північно-східному березі озера Танганьїка, другого за глибиною озера в світі після озера Байкал.
Виробляється цемент, текстиль, кава, бавовна.

## Історія
Назва «Бужумбура» означає «ринок, де торгують картоплею». Бужумбура було маленьким селом і було вибране для військового посту Німецької Східної Африки в 1889. Після Першої світової війни Бужумбура стало центром бельгійської адміністрації, що отримала територію Руанда-Урунді за мандатом Ліги Націй. Місто раніше називалося Усумбура, і дістало сучасне найменування в 1962, коли Бурунді стала незалежною. Від часу здобуття незалежності Бужумбура перетворилася на арену боротьби двох основних субетнічних груп рунді — хуту і тутсі.

## Демографія
1962 року в місті жило 60 000 осіб, а згідно оцінки на 2005 рік — близько 500 000. Активне населення перевищує 300 000 осіб. Але це населення розподілено нерівномірно, воно зосереджено головним чином у віддалених районах столиці, де щільність іноді досягає більше 2000 жителів на квадратний кілометр.
У Бужумбурі проживає понад шістдесят національностей, у тому числі хуту і тутсі, руанда, конголезці, бельгійці, індійці, пакистанці, оманські араби і французи.
Державні мови: французька і кірунді, також як мова торгівлі розповсюджене суахілі. Мовою кірунді розмовляють і хуту, і тутсі.

## Визначні місця
Центр міста побудований у колоніальному стилі, є ринок, національний стадіон, велика мечеть і католицький собор. У місті розташовані Музей Життя Бурунді і Геологічний Музей Бурунді.

## Транспорт
Пором з'єднує Бужумбуру з містом Кігома в Танзанії. Також в місті є аеропорт.

## Клімат
Бужумбура знаходиться в зоні тропічного саванного клімату (Aw за класифікацією кліматів Кеппена) з вираженими сезонами: сезон дощів — з жовтня по квітень, решта року — сухий сезон. Незважаючи на те, що місто розташоване недалеко від екватора, у Бужумбурі не так тепло, як можна було очікувати, через розташування міста на значній висоті (774 метра над рівнем моря).
| Клімат Бужумбури (1961–1990, екстремуми 1950–1990)                                                             | Клімат Бужумбури (1961–1990, екстремуми 1950–1990) | Клімат Бужумбури (1961–1990, екстремуми 1950–1990) | Клімат Бужумбури (1961–1990, екстремуми 1950–1990) | Клімат Бужумбури (1961–1990, екстремуми 1950–1990) | Клімат Бужумбури (1961–1990, екстремуми 1950–1990) | Клімат Бужумбури (1961–1990, екстремуми 1950–1990) | Клімат Бужумбури (1961–1990, екстремуми 1950–1990) | Клімат Бужумбури (1961–1990, екстремуми 1950–1990) | Клімат Бужумбури (1961–1990, екстремуми 1950–1990) | Клімат Бужумбури (1961–1990, екстремуми 1950–1990) | Клімат Бужумбури (1961–1990, екстремуми 1950–1990) | Клімат Бужумбури (1961–1990, екстремуми 1950–1990) | Клімат Бужумбури (1961–1990, екстремуми 1950–1990) |
| Показник | Січ.                                               | Лют.                                               | Бер.                                               | Квіт.                                              | Трав.                                              | Черв.                                              | Лип.                                               | Серп.                                              | Вер.                                               | Жовт.                                              | Лист.                                              | Груд.                                              | Рік                                                |
| Абсолютний максимум, °C                                                                                        | 34,6                                               | 35,0                                               | 34,0                                               | 35,0                                               | 32,0                                               | 32,0                                               | 33,0                                               | 33,0                                               | 33,8                                               | 34,3                                               | 33,8                                               | 34,8                                               | 35,0                                               |
| Середній максимум, °C                                                                                          | 29,1                                               | 29,7                                               | 29,3                                               | 29,2                                               | 29,9                                               | 29,9                                               | 29,2                                               | 30,0                                               | 30,9                                               | 30,1                                               | 29,1                                               | 28,9                                               | 29,6                                               |
| Середня температура, °C                                                                                        | 23,9                                               | 23,9                                               | 23,9                                               | 23,9                                               | 23,8                                               | 23,6                                               | 23,3                                               | 24,3                                               | 25,2                                               | 25,1                                               | 23,7                                               | 23,9                                               | 24,0                                               |
| Середній мінімум, °C                                                                                           | 19,2                                               | 19,3                                               | 19,3                                               | 19,6                                               | 19,1                                               | 17,6                                               | 17,2                                               | 17,4                                               | 18,6                                               | 19,1                                               | 19,1                                               | 19,1                                               | 18,7                                               |
| Абсолютний мінімум, °C                                                                                         | 14,0                                               | 15,4                                               | 14,7                                               | 15,1                                               | 16,2                                               | 13,9                                               | 11,8                                               | 13,0                                               | 14,3                                               | 14,0                                               | 15,9                                               | 15,0                                               | 11,8                                               |
| Середня кількість сонячних годин на місяць                                                                     | 167,4                                              | 158,2                                              | 176,7                                              | 165,0                                              | 210,8                                              | 255,0                                              | 272,8                                              | 251,1                                              | 213,0                                              | 189,1                                              | 150,0                                              | 164,3                                              | 2373,4                                             |
| Норма опадів, мм                                                                                               | 100.3                                              | 85.7                                               | 117.5                                              | 111.9                                              | 56.6                                               | 8.9                                                | 2.7                                                | 13.4                                               | 33.0                                               | 59.0                                               | 97.1                                               | 99.6                                               | 785.7                                              |
| Днів з опадами                                                                                                 | 16                                                 | 19                                                 | 18                                                 | 18                                                 | 10                                                 | 2                                                  | 1                                                  | 2                                                  | 8                                                  | 15                                                 | 19                                                 | 19                                                 | 147                                                |
| Вологість повітря, %                                                                                           | 77                                                 | 75                                                 | 78                                                 | 79                                                 | 76                                                 | 67                                                 | 63                                                 | 60                                                 | 62                                                 | 68                                                 | 76                                                 | 77                                                 | 72                                                 |
| --- | -------------------------------------------------- | -------------------------------------------------- | -------------------------------------------------- | -------------------------------------------------- | -------------------------------------------------- | -------------------------------------------------- | -------------------------------------------------- | -------------------------------------------------- | -------------------------------------------------- | -------------------------------------------------- | -------------------------------------------------- | -------------------------------------------------- | -------------------------------------------------- |
| Джерело: Всесвітня метеорологічна організація, Deutscher Wetterdienst (humidity, 1953—1990 and sun, 1951—1990) |                                                    |                                                    |                                                    |                                                    |                                                    |                                                    |                                                    |                                                    |                                                    |                                                    |                                                    |                                                    |                                                    |

## Відомі уродженці
- Нямко Сабуні — шведський політик

## Галерея

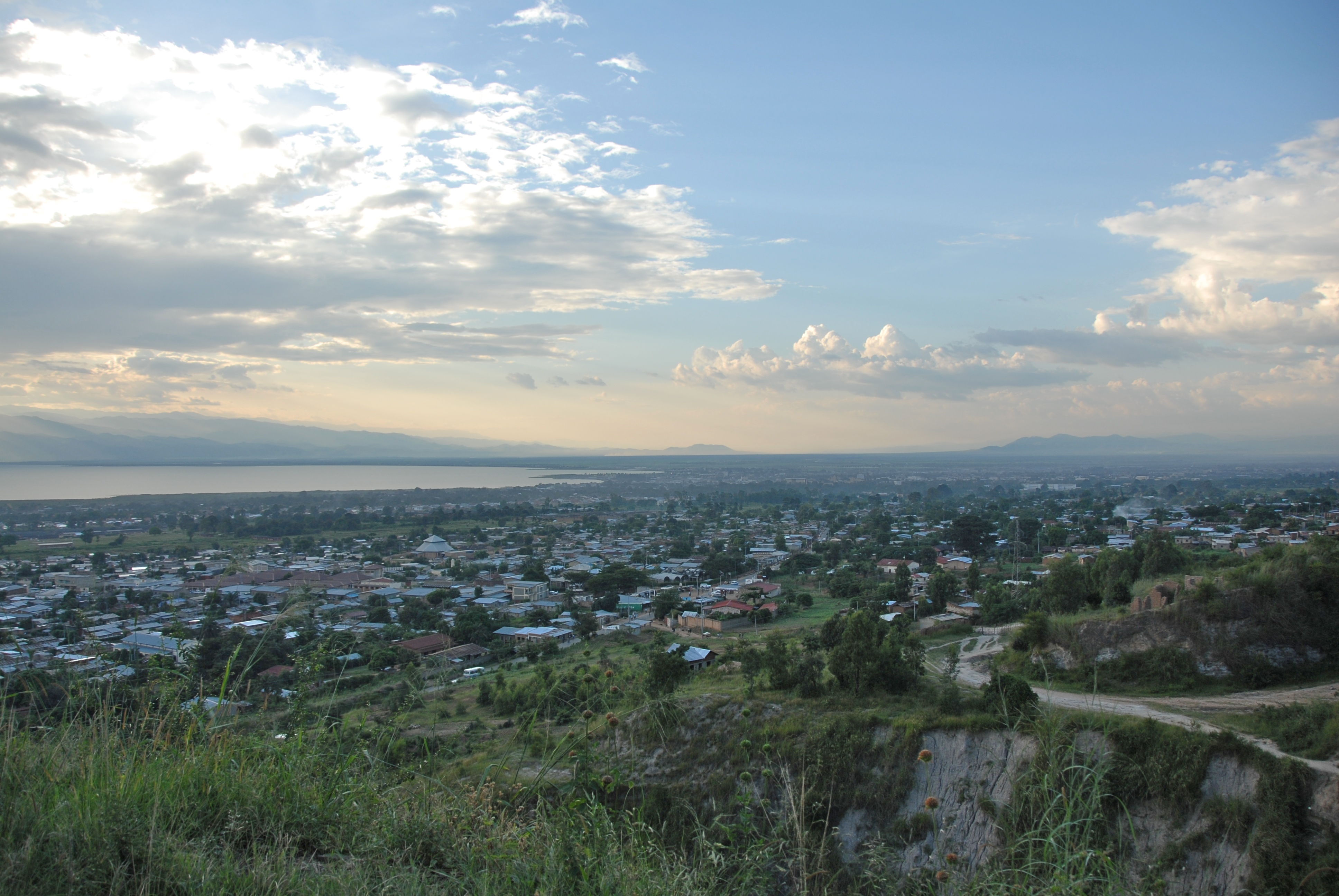
Панорама міста
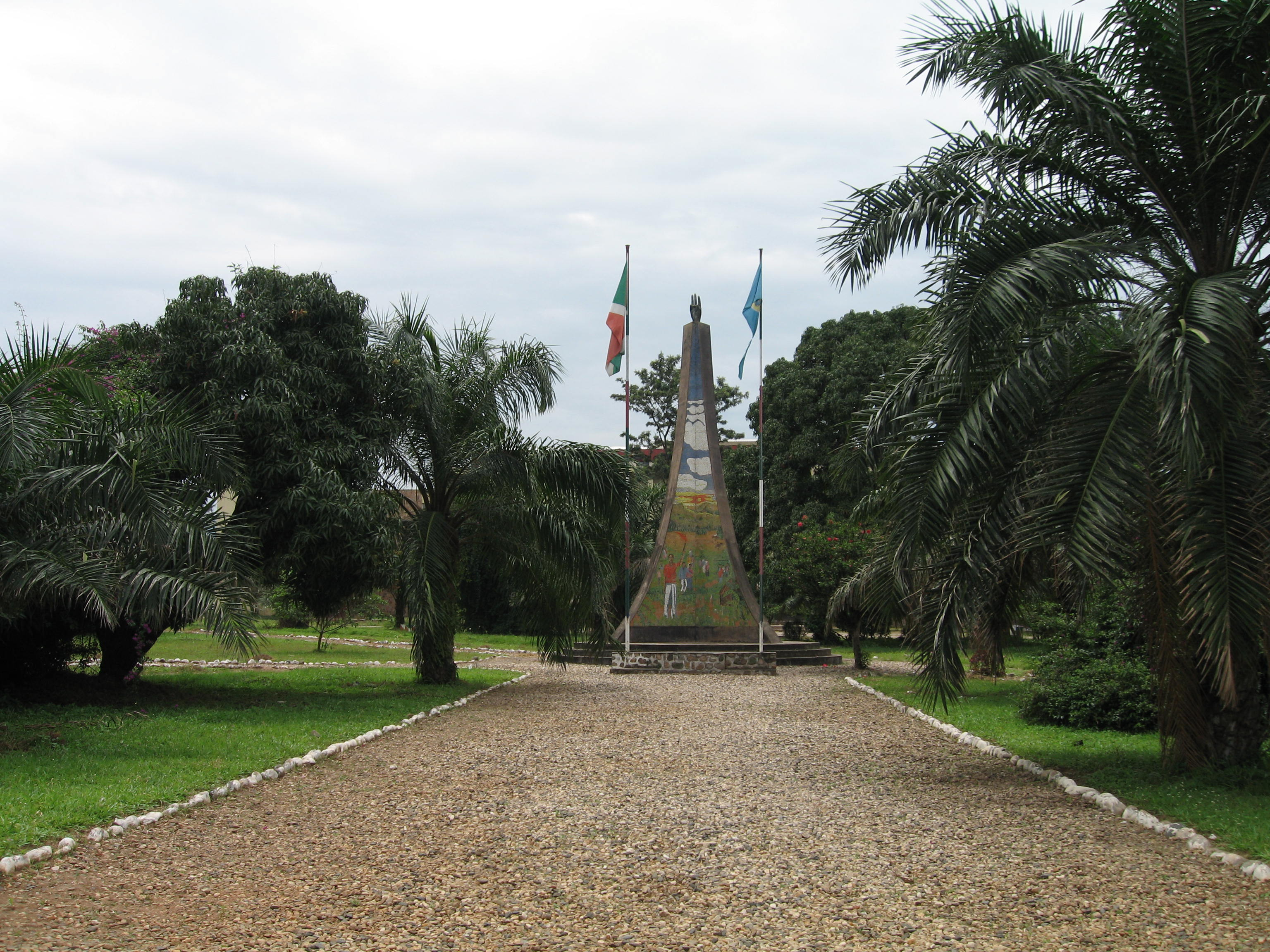
Площа Революції
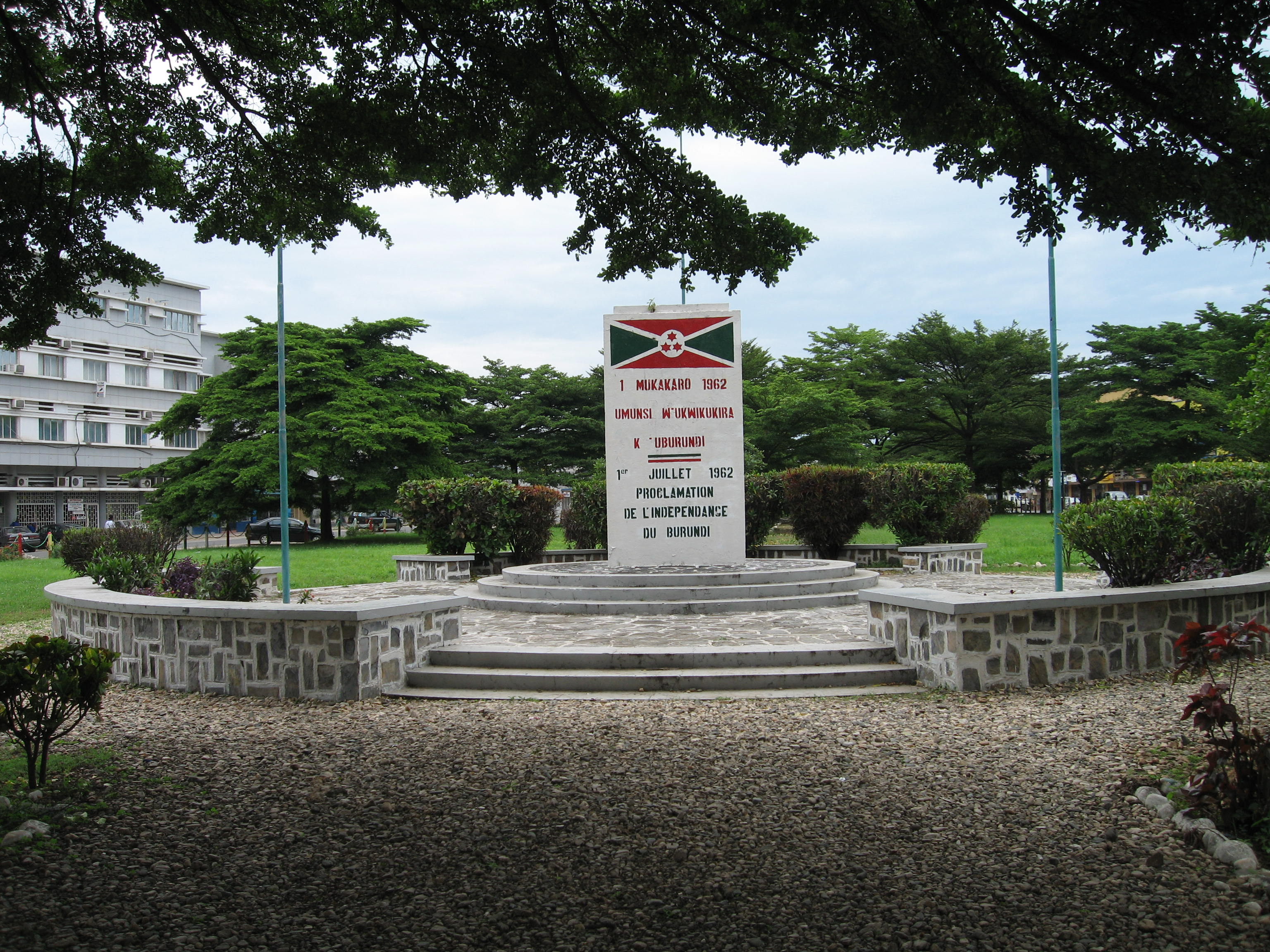
Площа Незалежності
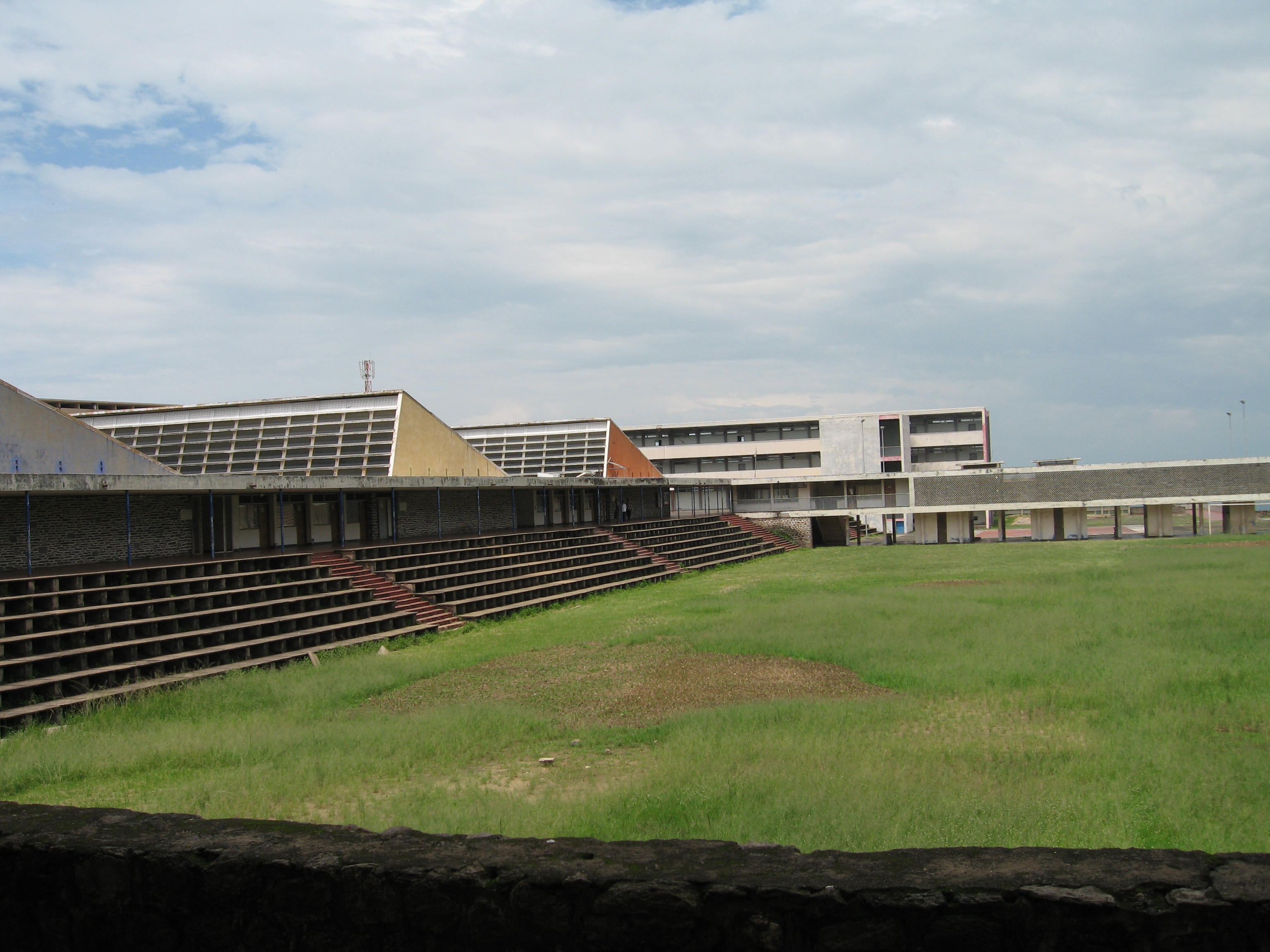
Університет Бурунді
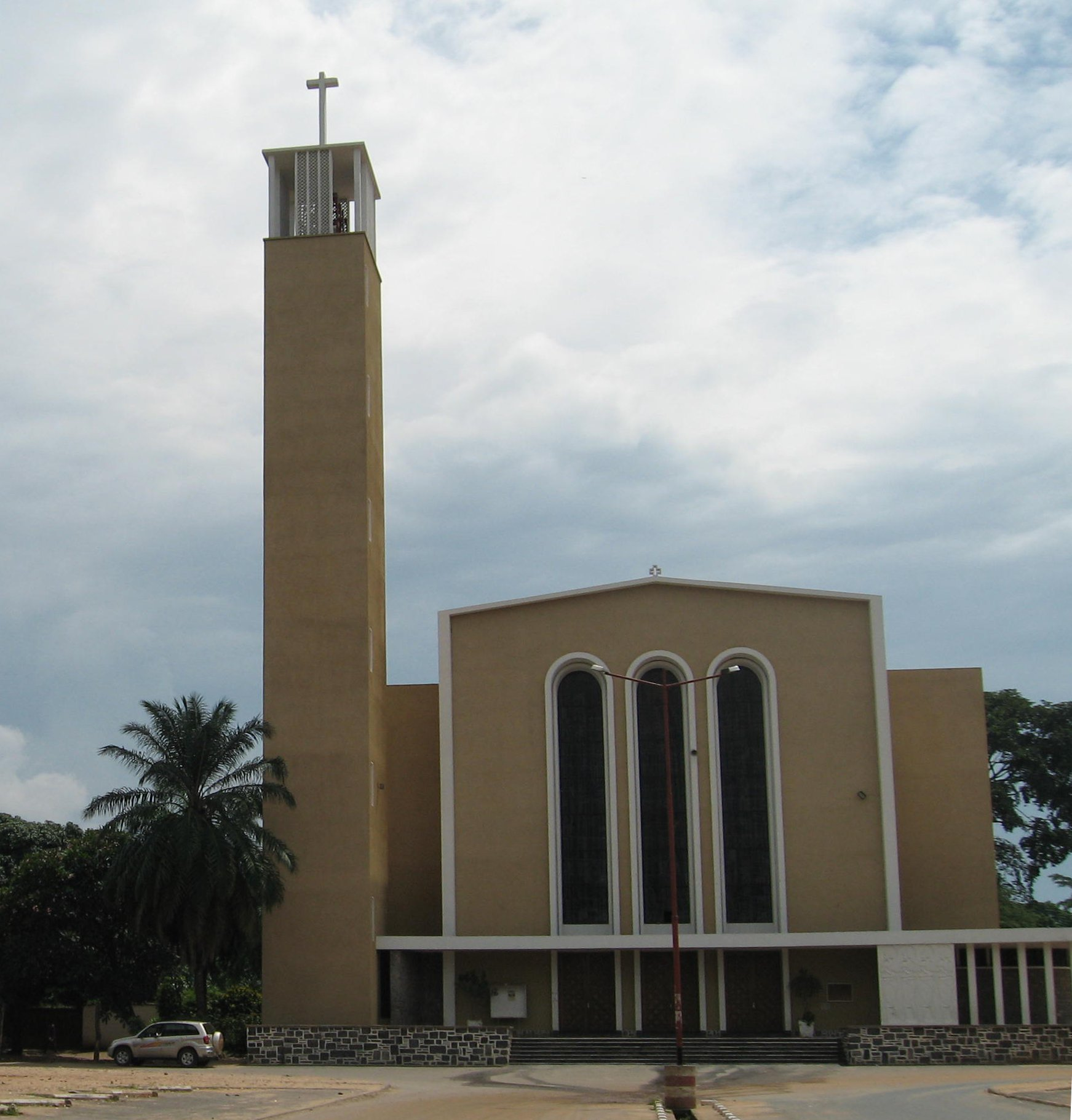
Католицький собор
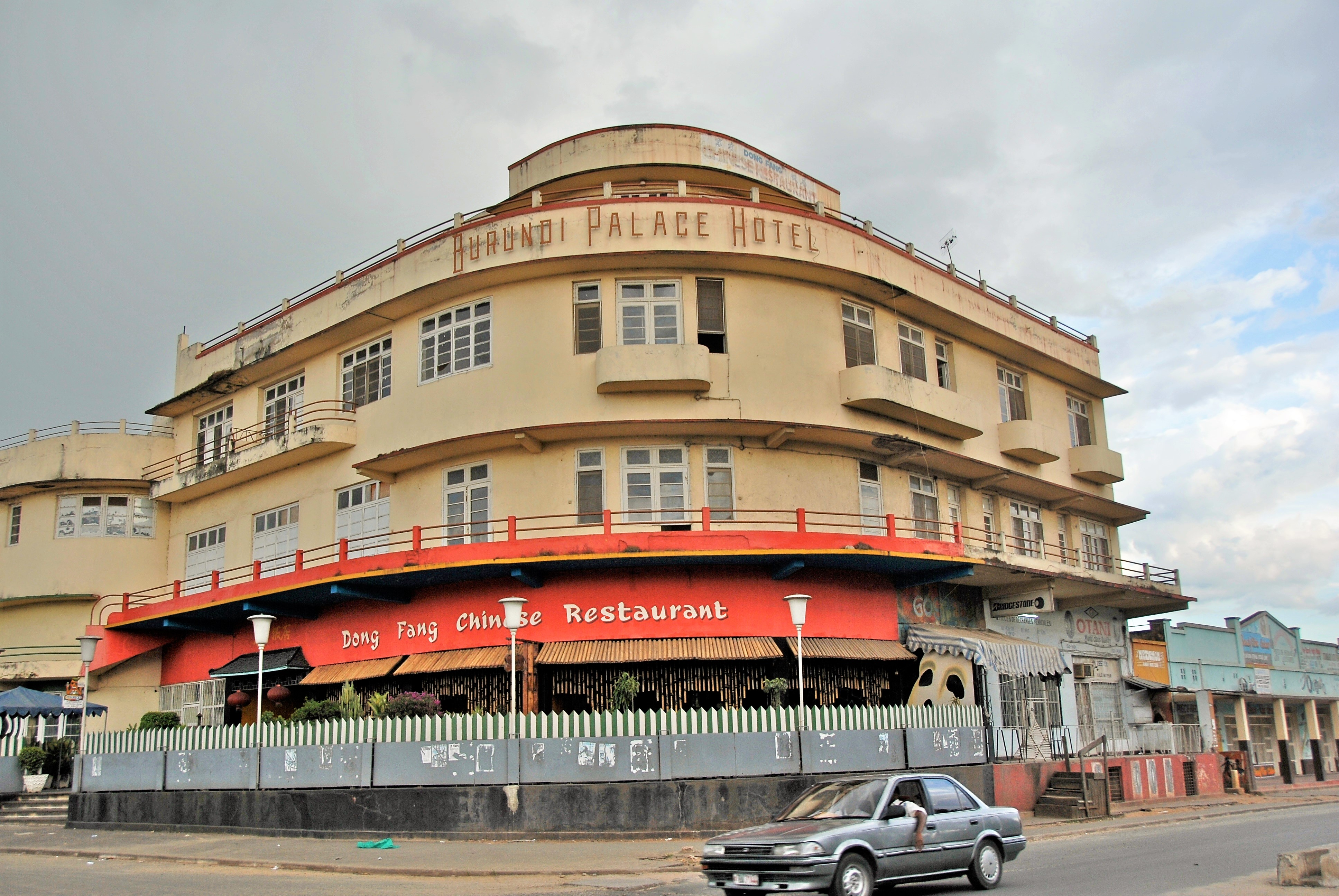
Ділова частина Бужумбури. Готель Палас.
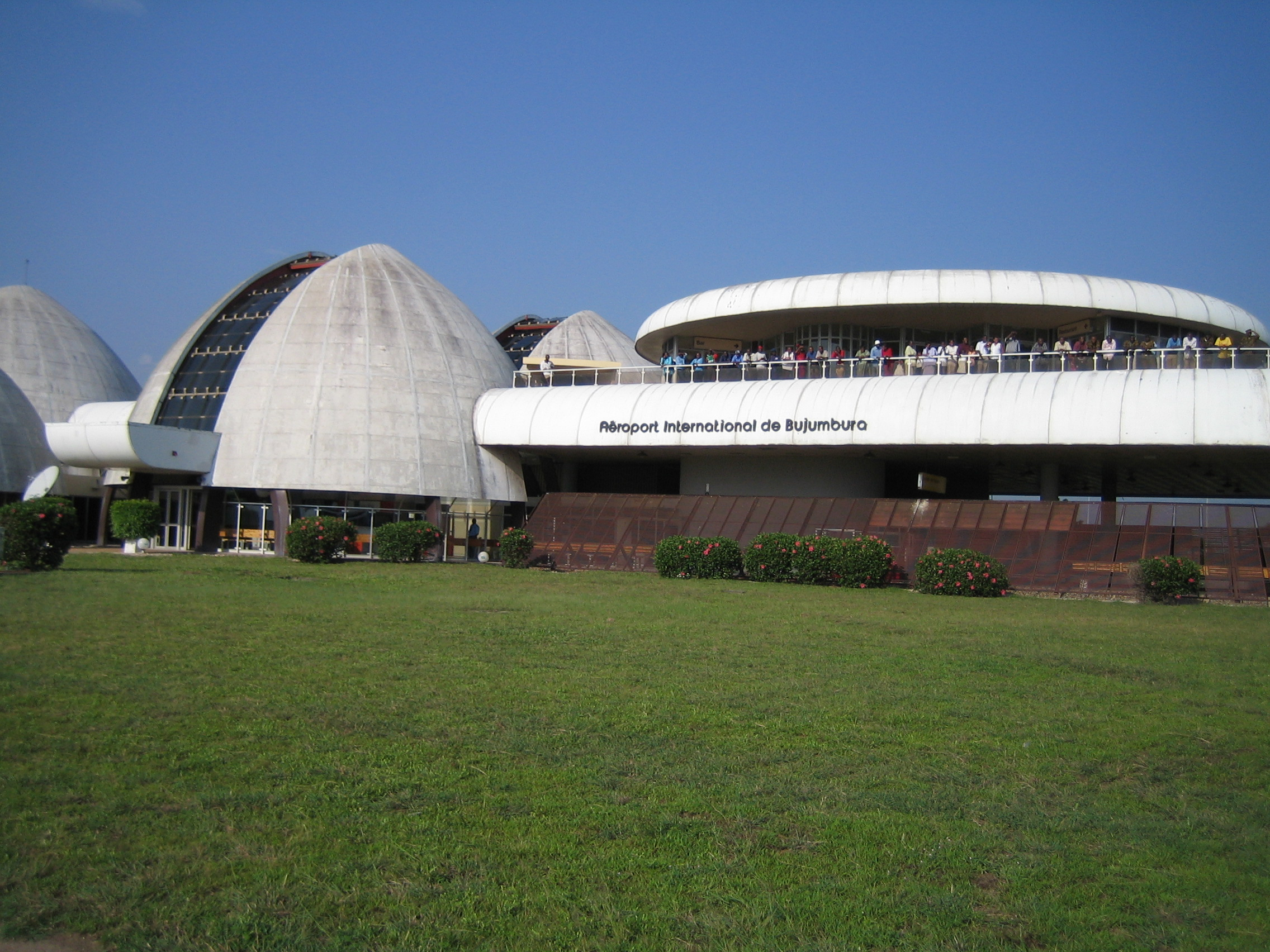
Міжнародний аеропорт
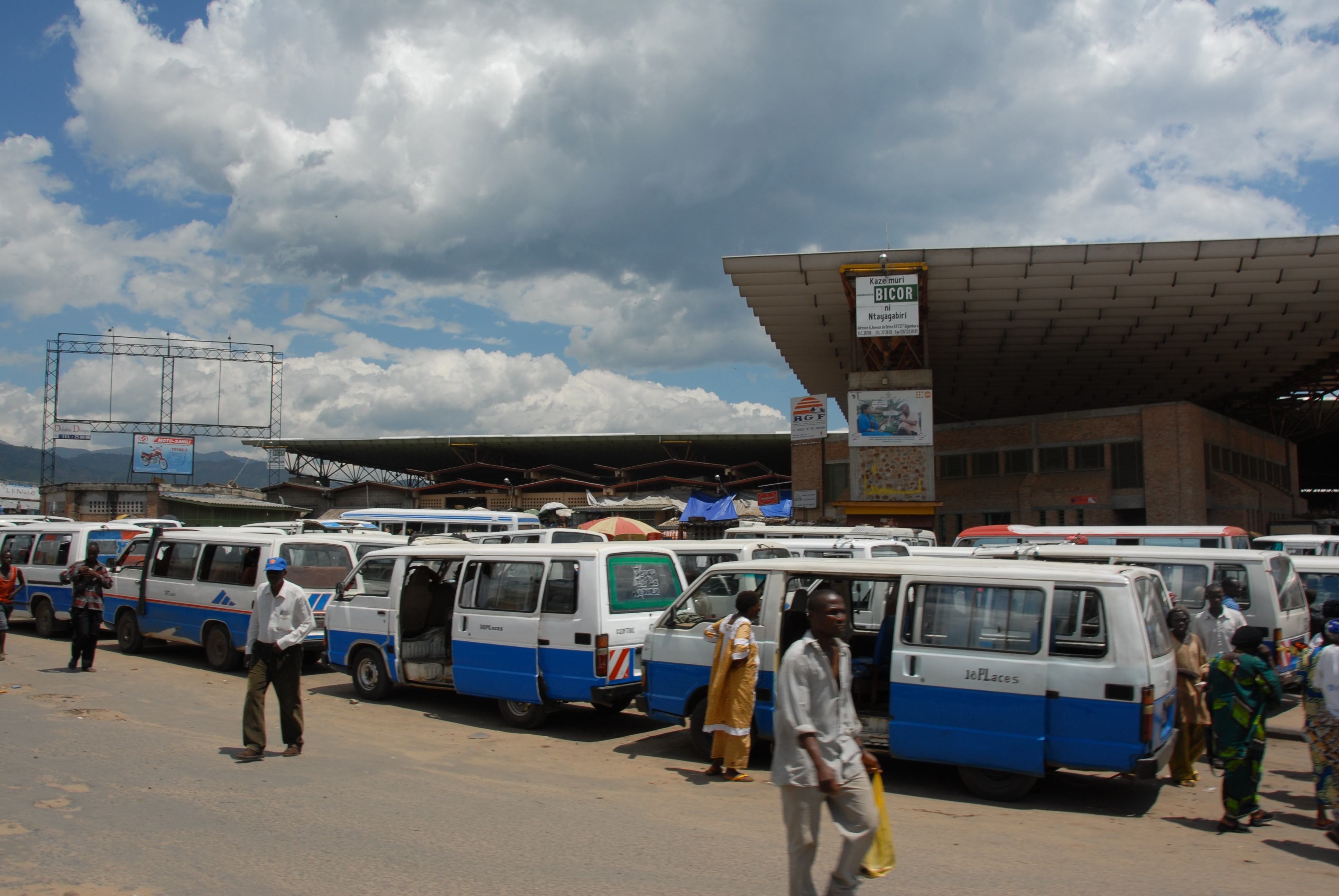
Автовокзал
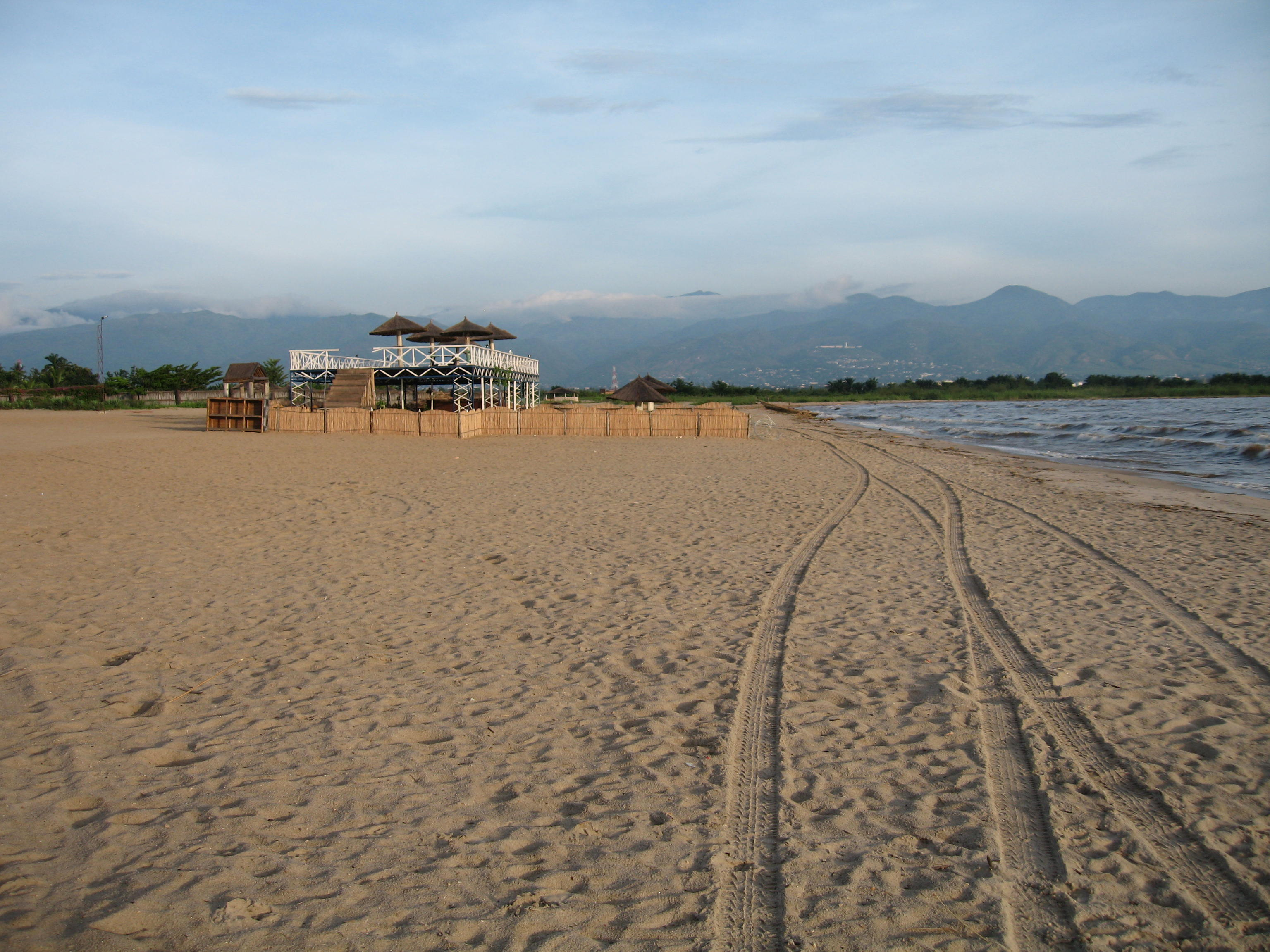
Пляж
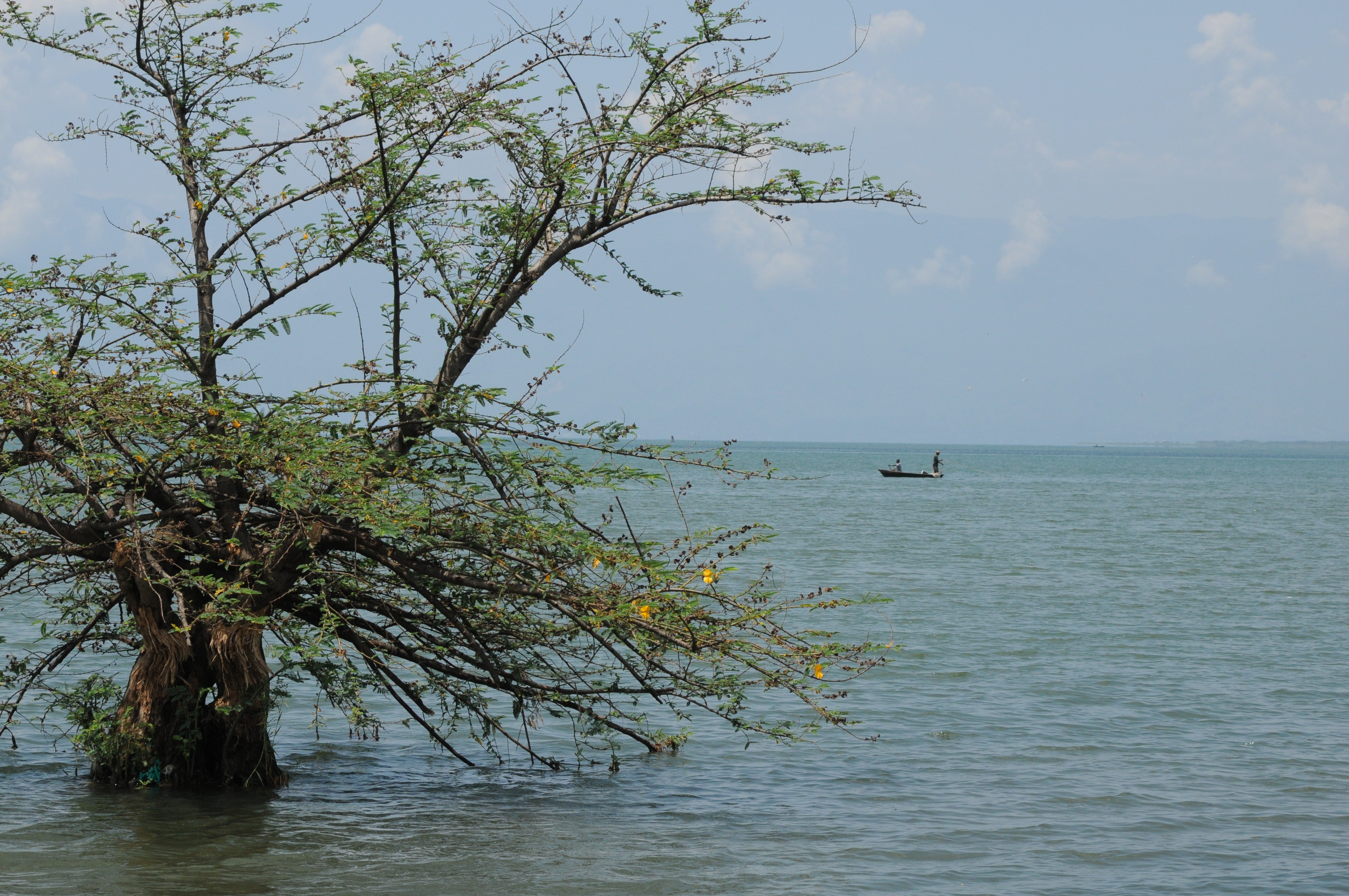
Озеро Танганьїка